# Брунейське повстання
Брунейське повстання — збройний виступ у тогочасному британському протектораті Бруней проти приєднання до Малайської Федерації та за незалежність. Повстання почалося у грудні 1962 року за закликом Народної партії Брунею. Повстання було інспіровано та підтримано Індонезією, яка опиралася утворенню малайської держави. Але султан Брунею Омар Алі Сайфуддін III не підтримав заколот та за допомогою британської армії придушив повстання. Втім у 1963 році султан ухвалив рішення відмовитися від приєднання Брунею до Малайзії.

## Передумови
У 1959 році було прийнято конституцію Брунею, за якою Бруней рухався до незалежності від Великої Британії. У 1956 році було створено Народну партію Брунею, лідер якої Шейх Азахарі виступав за якнайшвидшу незалежність Брунею разом з Сараваком та Північним Борнео, а також мав зв'язки з президентом Індонезії Сукарно.
У травні 1961 року тодішній прем'єр-міністр Малайської Федерації Абдул Рахман закликав об'єднатися Малаї, Сінгапуру, Брунею, Сараваку та Північному Борнео в єдину державу. Султан Брунею Омар Алі Сайфуддін III висловився схвально щодо цієї позиції, але Народна партія та Азахарі висловили рішучий протест. Єдиною можливою умовою об'єднання Азахарі вважав створення цілісного суб'єкту федерації на півночі Борнео, який би міг опиратися інтересам як континентальних малайців, так і китайської меншини.
У січні 1962 року Азахарі був уведений до Законодавчої Ради Брунею, а в серпні того ж року відбулися перші вибори до парламенту, 16 з 33 місць у якому виграла Народна партія.

## Початок повстання
Повстання розпочалося вранці 8 грудня 1962 року. Озброєні чоловіки, які називали себе членами Національної армії Північного Калімантану, захоплювали поліцейські відділки та урядові установи разом з іноземними підприємствами. Близько опівдня того ж дня Азахарі, що тоді перебував у столиці Філіппінів Манілі, виступив на прес-конференції, де заявив, що султан проголосив незалежність Брунею в кордонах разом з Сараваком і Північним Борнео, а 20-тисячна армія готова захищати незалежність нової держави.
Головними цілями повстанців у столиці Брунею були палац султана, департамент поліції та резиденція головного міністра. За планом вони мали захопити султана та примусити його проголосити незалежність.
Втім, султан відмовився підтримати повстання та запросив допомоги британських військових. За 12 годин після початку повстання британський десант з Сінгапуру висадився у Брунеї, а 11 грудня відновив контроль над містечком Серіа, а потім і над усім Брунеєм.

## Наслідки
Значна кількість повстанців були арештовані, Народна партія заборонена, а Законодавча Рада розпущена. Султан змінив політичний курс, відмовившись від приєднання до Малайзії. У 1963—1966 роках продовжувалась напруга між Індонезією та Малайзією.